# Naturhistoriska riksmuseet

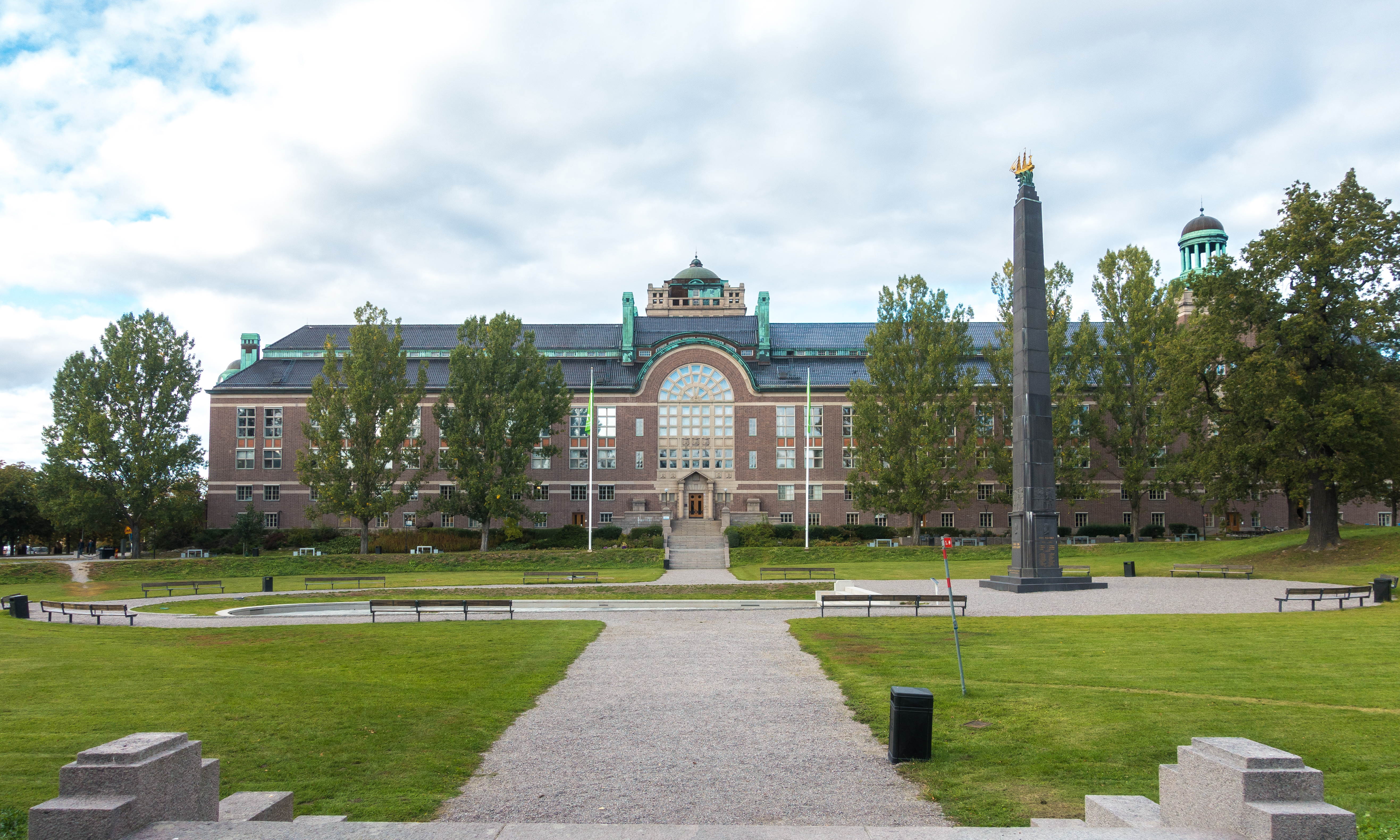
Naturhistoriska riksmuseet, södra fasaden.

Naturhistoriska riksmuseet är ett biologiskt och geologiskt museum i Stockholm som etablerades 1819. Museet är Sveriges största museianläggning och inrymmer även Cosmonova, ett planetarium och Sveriges enda kupolformade IMAX-biograf. Nuvarande museibyggnaden ritades av arkitekt Axel Anderberg och invigdes den 13 november 1916. Det är beläget inom Kungliga nationalstadsparken.

## Historia

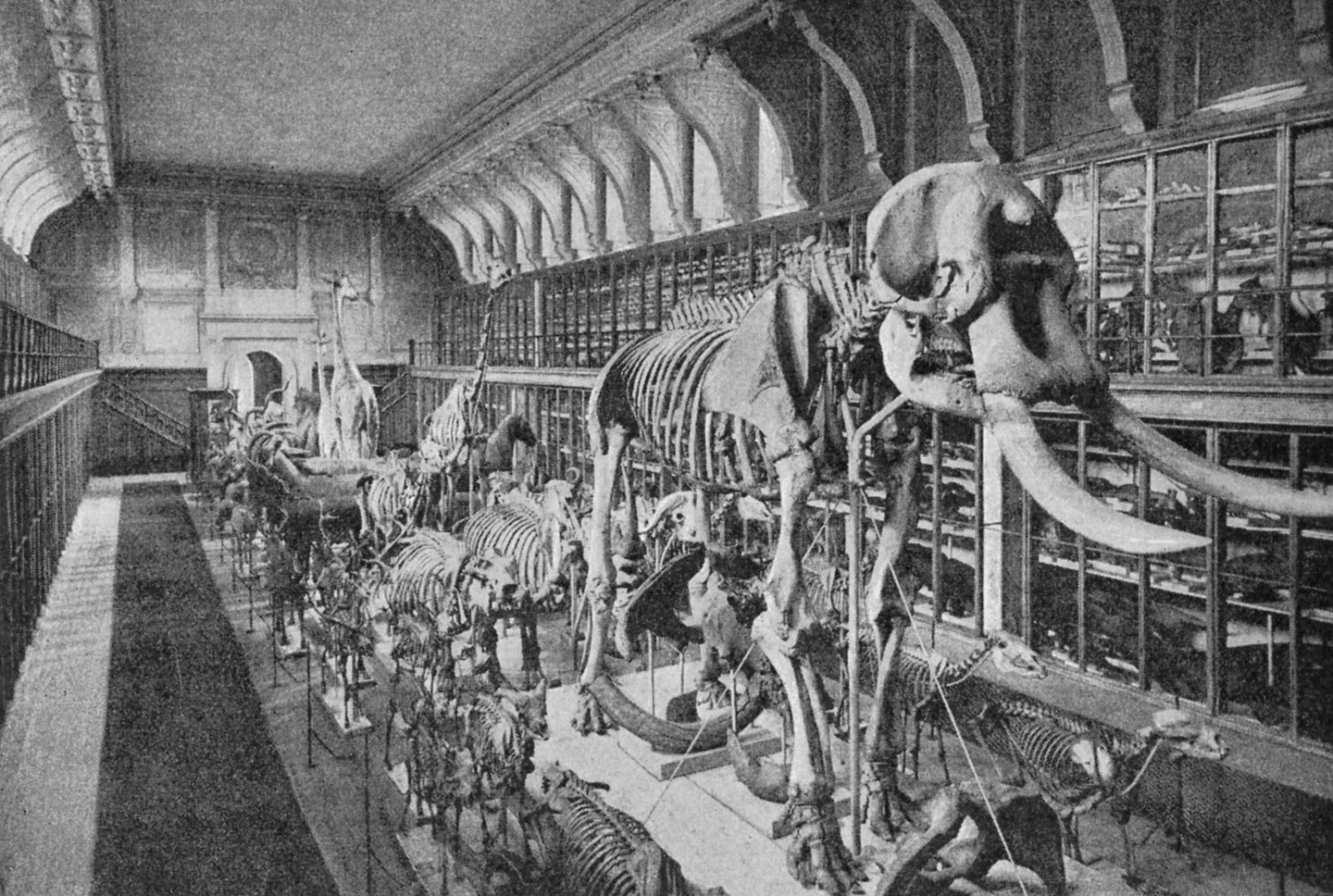
Naturhistoriska riksmuseet, stora däggdjurssalen i Westmanska palatset 1897.

Kungliga Vetenskapsakademien hade redan kort efter sitt grundande fått flera gåvor av naturalier, och vid en av de första sammankomsterna beslöts att inköpa ett skåp för deras förvaring. Samlingarna växte snabbt, men led genom täta lokalbyten både skada och förskingring. Bättre förhållanden skapades, sedan akademin 1778 fått ett eget hus och sedan samlingarna året innan fick en särskild vårdare, Anders Sparrman. Han efterträddes 1798 av Conrad Quensel, som gjorde värdefulla insatser för föremålens vetenskapliga ordnande och förtecknande.
Några av dessa var flera mineralsamlingar, hovmarskalken friherre Charles De Geers stora entomologiska samling och andra zoologiska samlingar (1778) samt provinsialläkaren L. J. Montins herbarium (1785). 1801 tillkom genom kungligt beslut naturaliesamlingar som tillhört drottning Lovisa Ulrika och som hade förvarats på Drottningholms slott. Redan 1784 bestämdes att akademins museum vissa tider skulle hållas öppet för allmänheten och att samlingarna skulle demonstreras av föreståndaren. Sedan Olof Swartz (1807–1818) skött vården om museet i sammanhang med sina befattningar som föreståndare för Bergianska trädgården och akademins sekreterare, fick det förstnämnda (1818) en särskild intendent i Johan Wilhelm Dalman.
Ungefär samtidigt hade hovmarskalken friherre Gustaf von Paykull som gåva till staten erbjudit sina rika zoologiska samlingar förvarade på Vallox-Säby i Uppland. Riksmuseet, som från början bara omfattade zoologi, uppstod genom en fusion av von Paykulls samlingar och Vetenskapsakademiens 1819 (även om det skulle dröja ytterligare ett antal år innan de var fysiskt sammanslagna).
Samlingarnas snabba tillväxt gav 1828 anledningen till akademins beslut att inköpa Westmanska palatset. Överflyttningen dit verkställdes av Sven Nilsson, vilken under sin intendentstid (1828–1831) grundlade museets avdelningar, ägnade åt den nordiska faunan. Under  Bengt Fries (1831–1839) tid som intendent öppnades museet i november 1831 för allmänheten. Genom ökade statliga anslag 1841 blev museet Naturhistoriskt även om Vetenskapsakademiens samlingar av botanik och mineralogi inte omfattades med automatik. Det fanns därmed fem avdelningar med var sin intendent. Naturhistoriska riksmuseet har efteråt fått nya avdelningar, till exempel för samlingarna av fossila djur 1864, för samlingarna av arkegoniater och fossila växter 1885 samt för de etnografiska samlingarna 1900.

## Byggnad

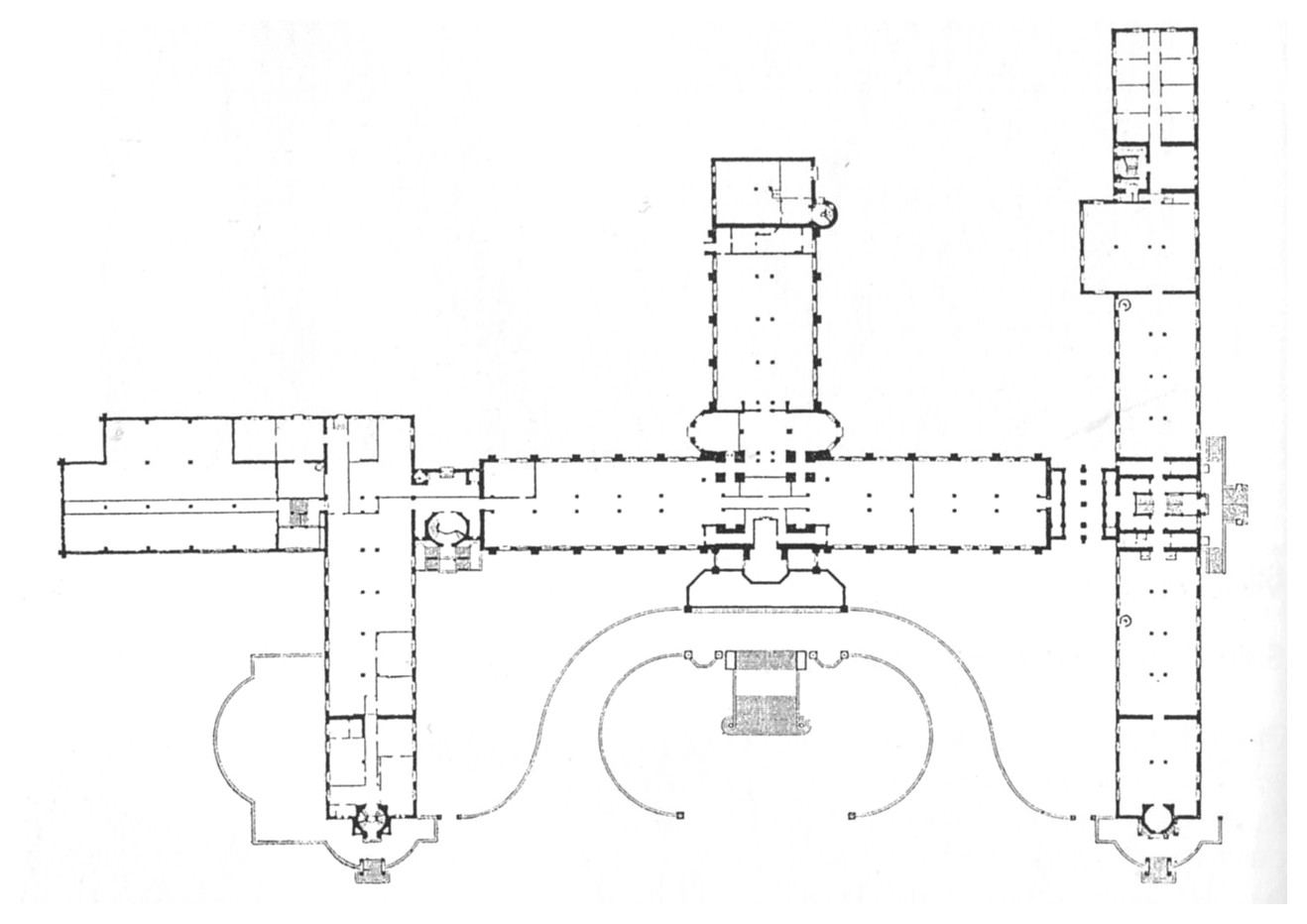
Planritningen, bottenvåning.

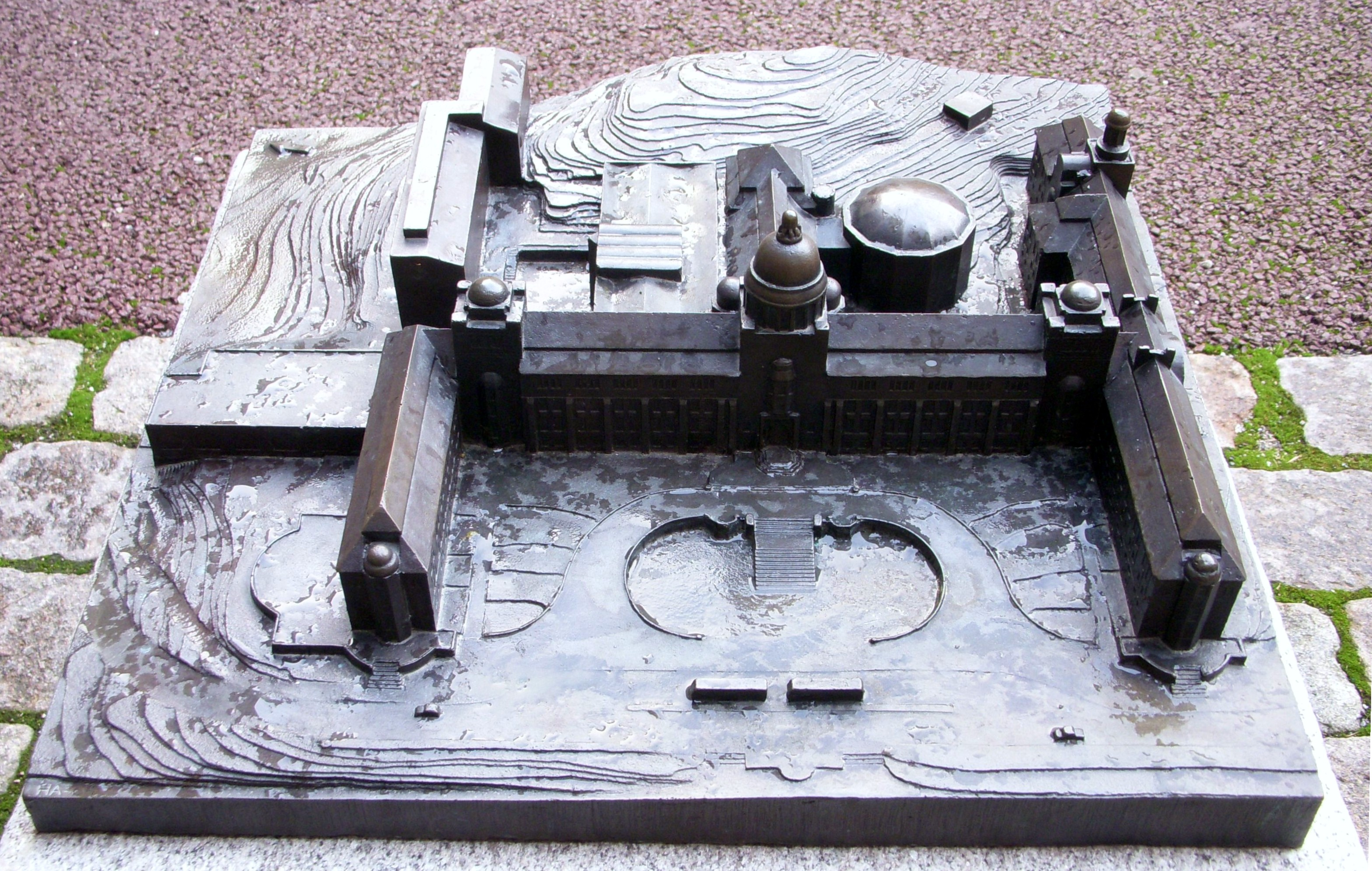
Bronsmodellen i Naturhistoriska riksmuseets gård

Riksmuseets stora byggnadskomplex uppfördes åren 1907–1916 efter arkitekt Axel Anderbergs ritningar. Själva museet bestod ursprungligen av fem sammanbyggda längor, där olika museiavdelningar inryms. En av de första delarna som färdigställdes var det så kallade "Hvalmuseet", med utställda valskelett. Denna öppnades år 1908. 1993 kompletterades anläggningen med en sjätte byggnadskropp som innehåller Cosmonova. Museet invigdes den 13 november 1916.
Byggnadens monumentala tegelarkitektur ger ett klassiskt intryck, även trapphus och vestibuler utformades ståtligt av arkitekten, medan utställningssalarna hölls enklare. Väggarna utgörs i huvudsak av rött helsingborgstegel med socklar, lister och fönsteromfattningar i ljus granit. Taken är täckta med svart, glaserad taktegel, kupolen med kopparplåt. Anderbergs arkitektur påverkades av karolinsk barock som anpassades till tidens jugendstil. Byggnaden domineras av ett 25 meter högt kupolkrönt centraltorn, som släpper in dagsljus genom samtliga våningar ner till entréhallen.  Här var det ursprungligen meningen att sätta upp en Foucaults pendel. År 1993 kompletterades museet med Cosmonova, som uppfördes i innergården på norrsidan. Cosmonovas arkitekt var Uhlin & Malm. Vid sidan av huvudbyggnaden uppfördes två vaktmästarbostäder i trä, kallade Svarta villorna.

### Interiörbilder, byggnad

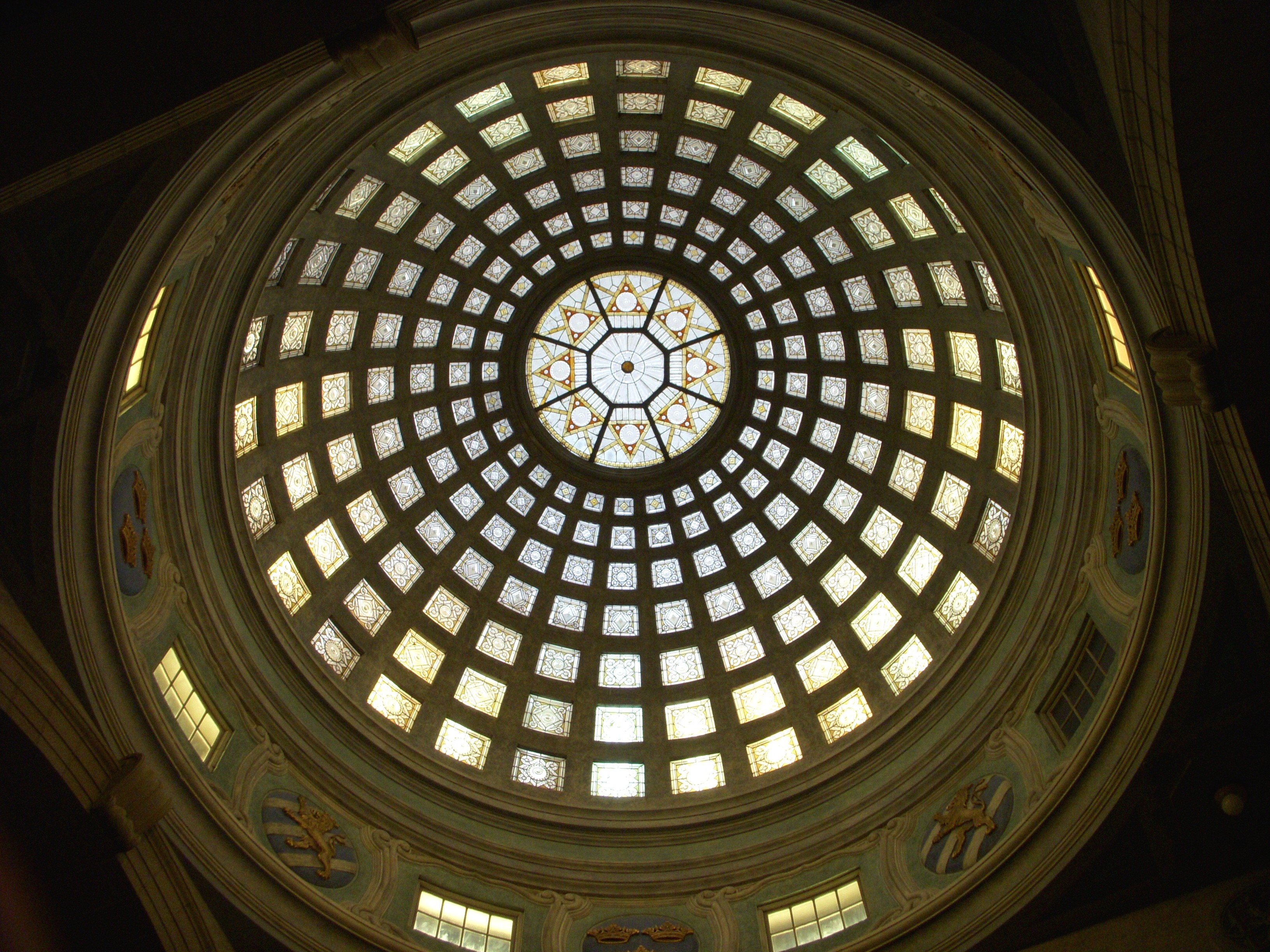
Kupolen
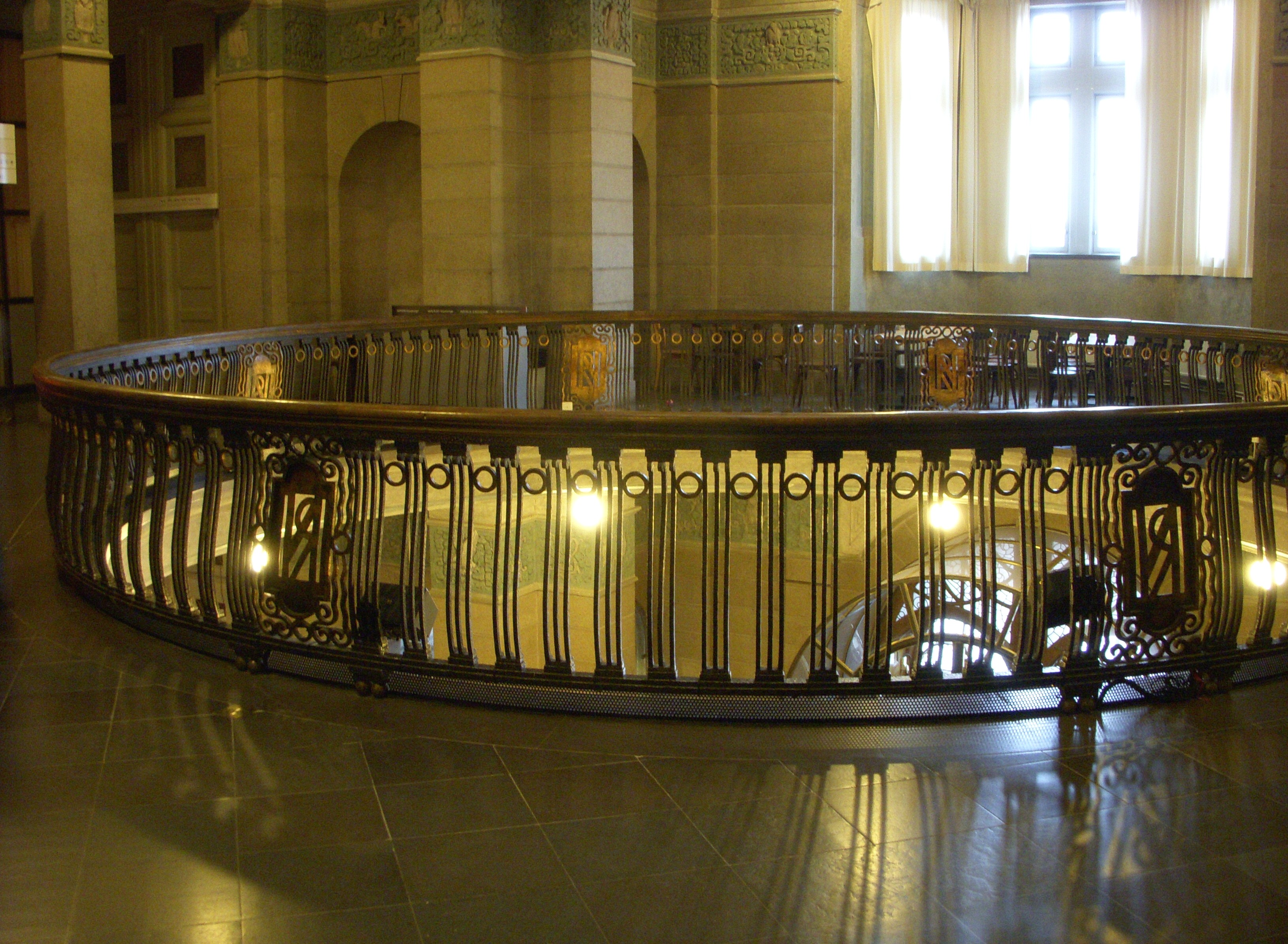
Trapphallen
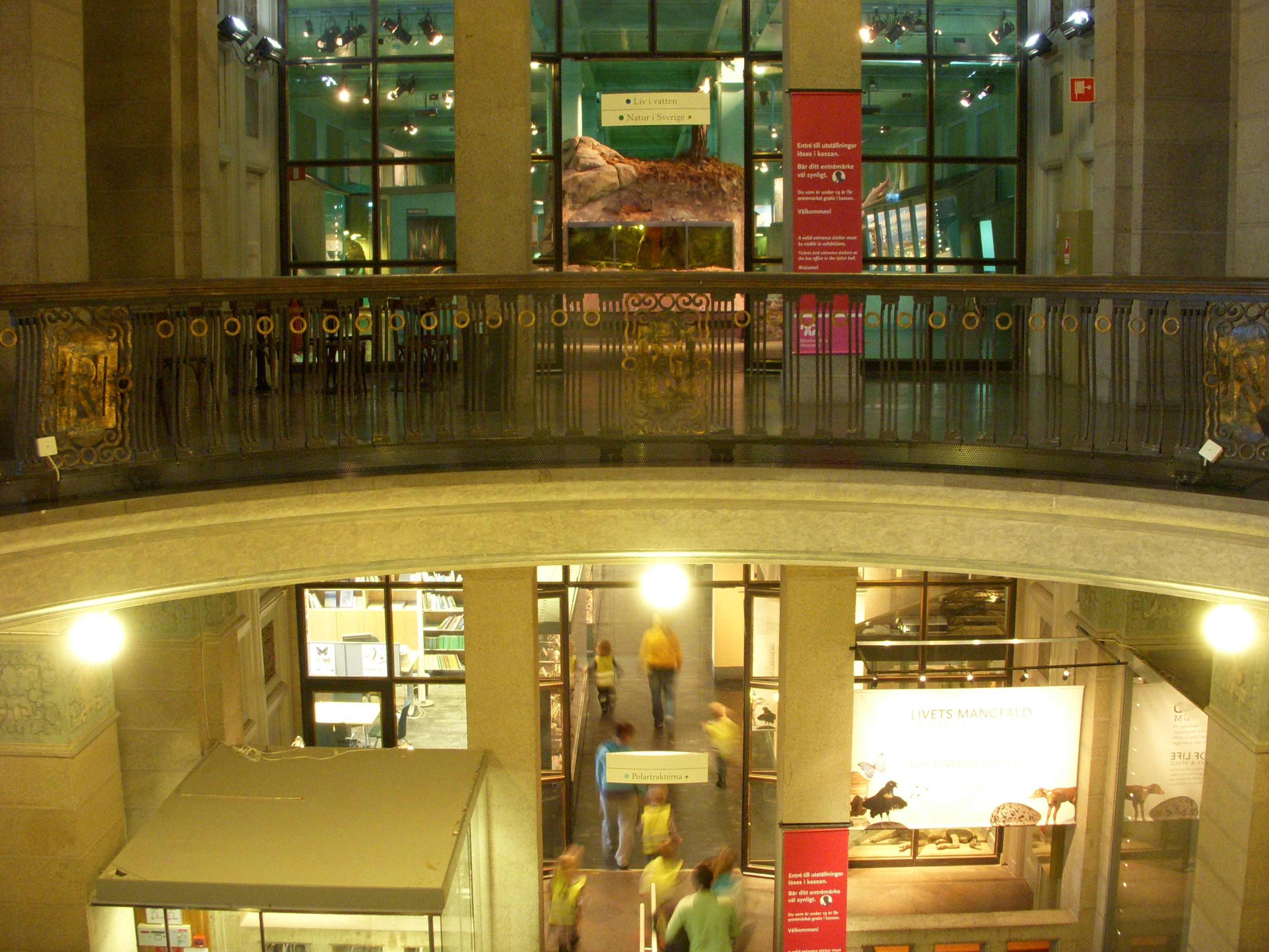
Trapphallen
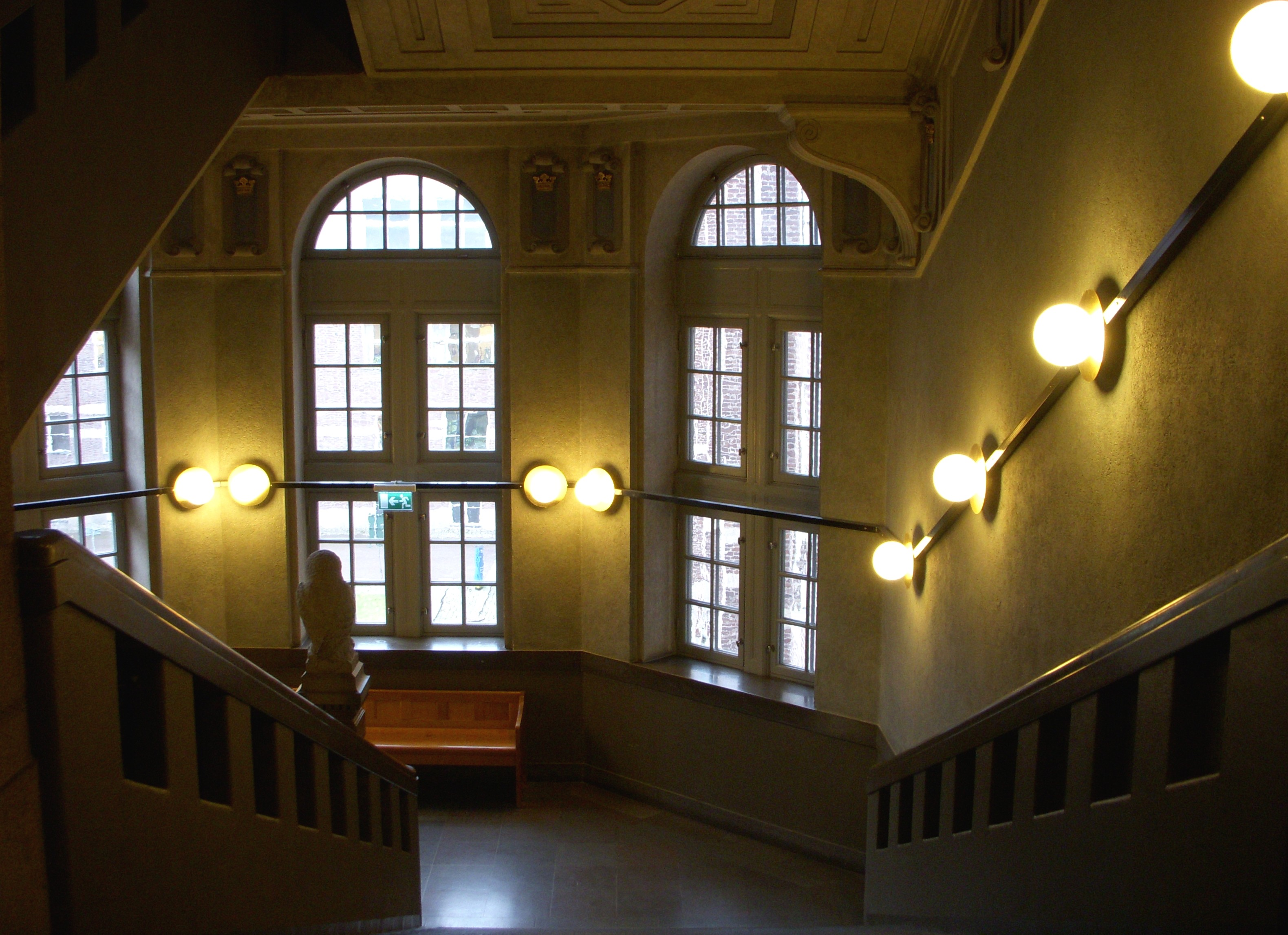
Huvudtrappan

## Permanenta utställningar
- Fossil och evolution - En utställning om livet på jorden
- Den mänskliga resan – En utställning om människans historia
- Djuret människan – En utställning om människokroppen
- Liv i vatten – En utställning om allt från stora valar till små plankton
- Livets mångfald – En utställning om livet, möt kräldjur, insekter och däggdjur
- Natur i Sverige – En utställning om djurens beteende samt samspelet i den svenska naturen
- Polartrakterna – En utställning om livet i den vita världen, Arktis och Antarktis
- Skatter från jordens inre – En utställning om mineralens mystik, långväga meteoriter och gnistrande ädelstenar
- Uppdrag: KLIMAT – En utställning om framtidens klimat och dess konsekvenser

### Bilder, utställningar

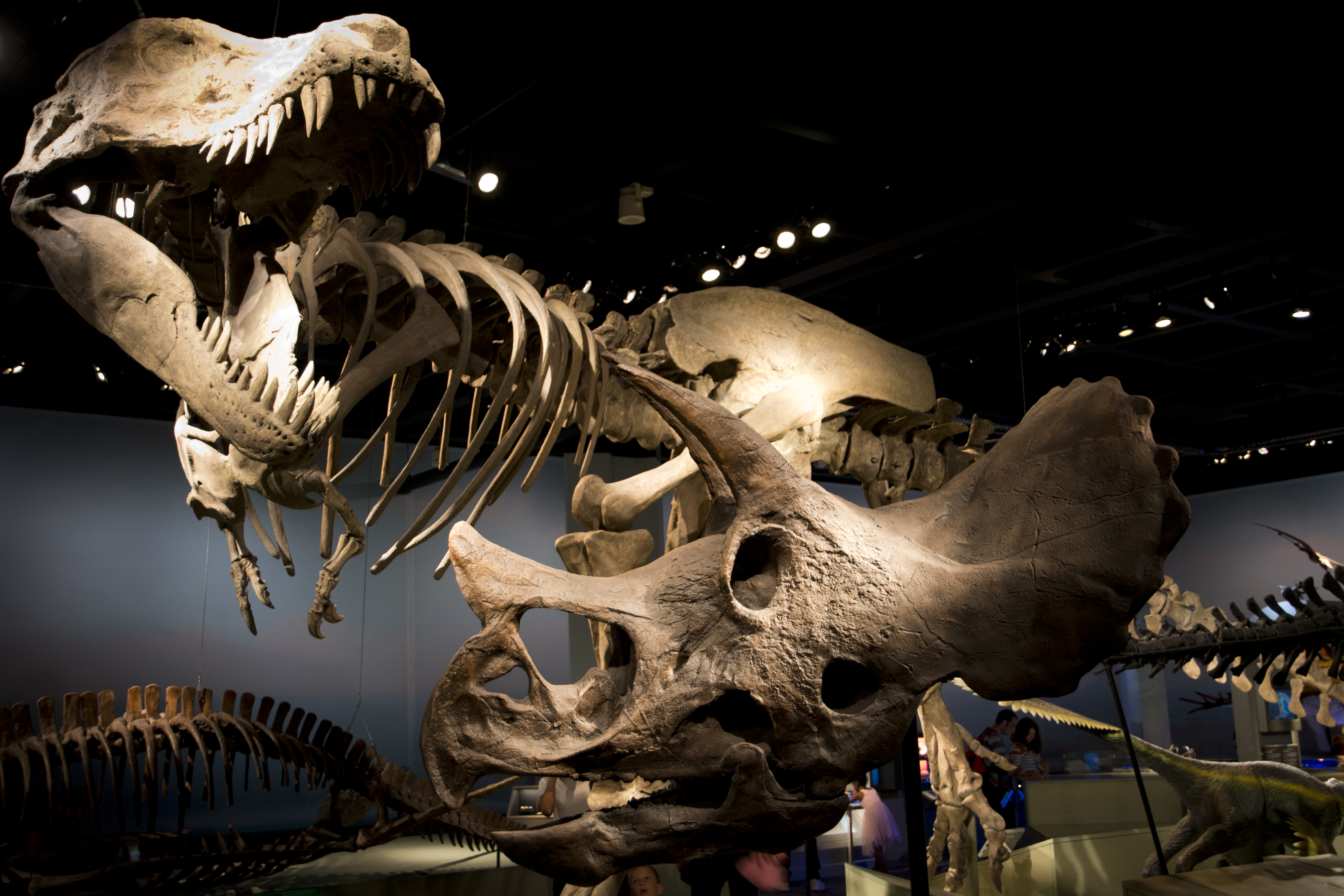
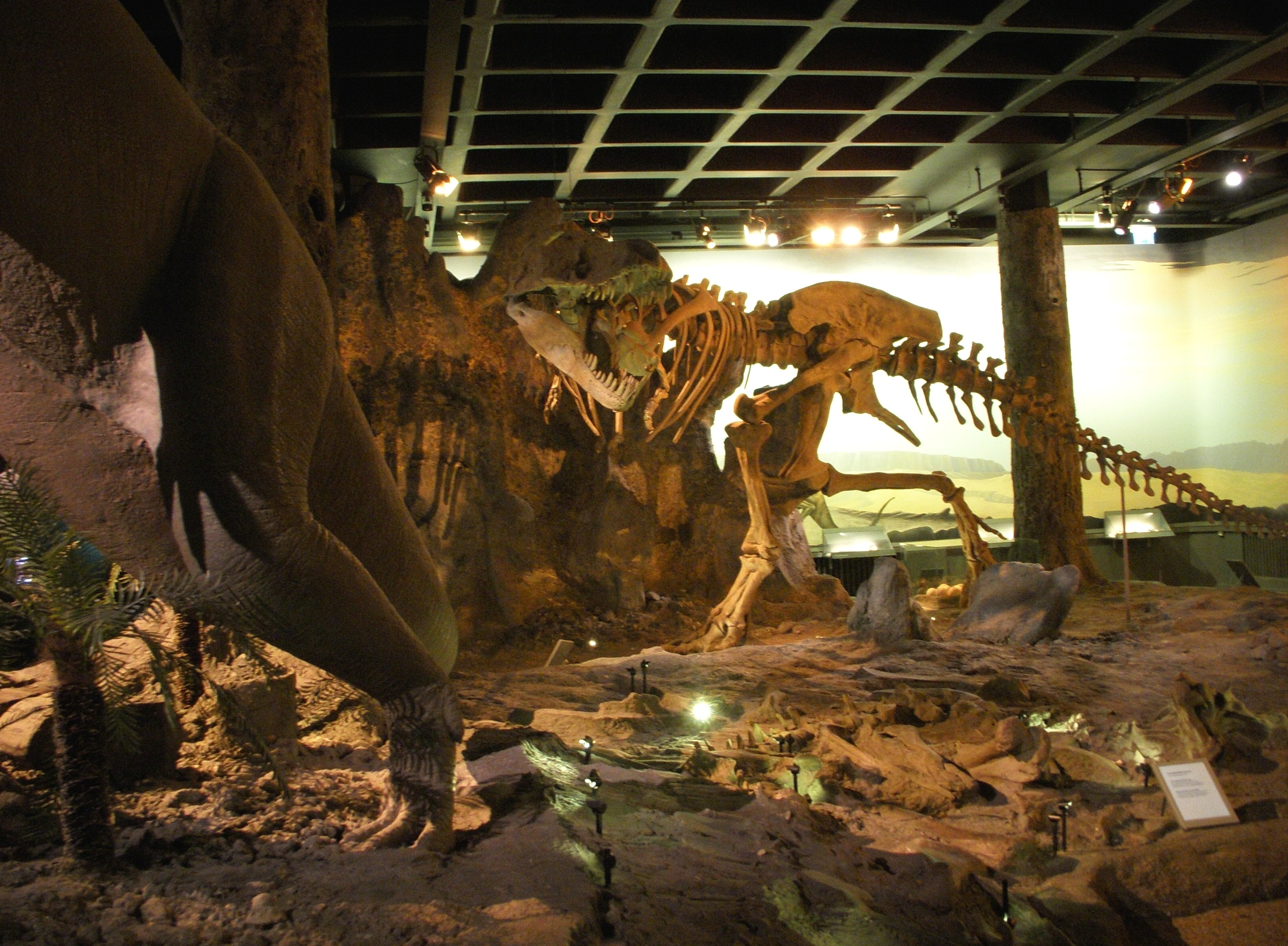
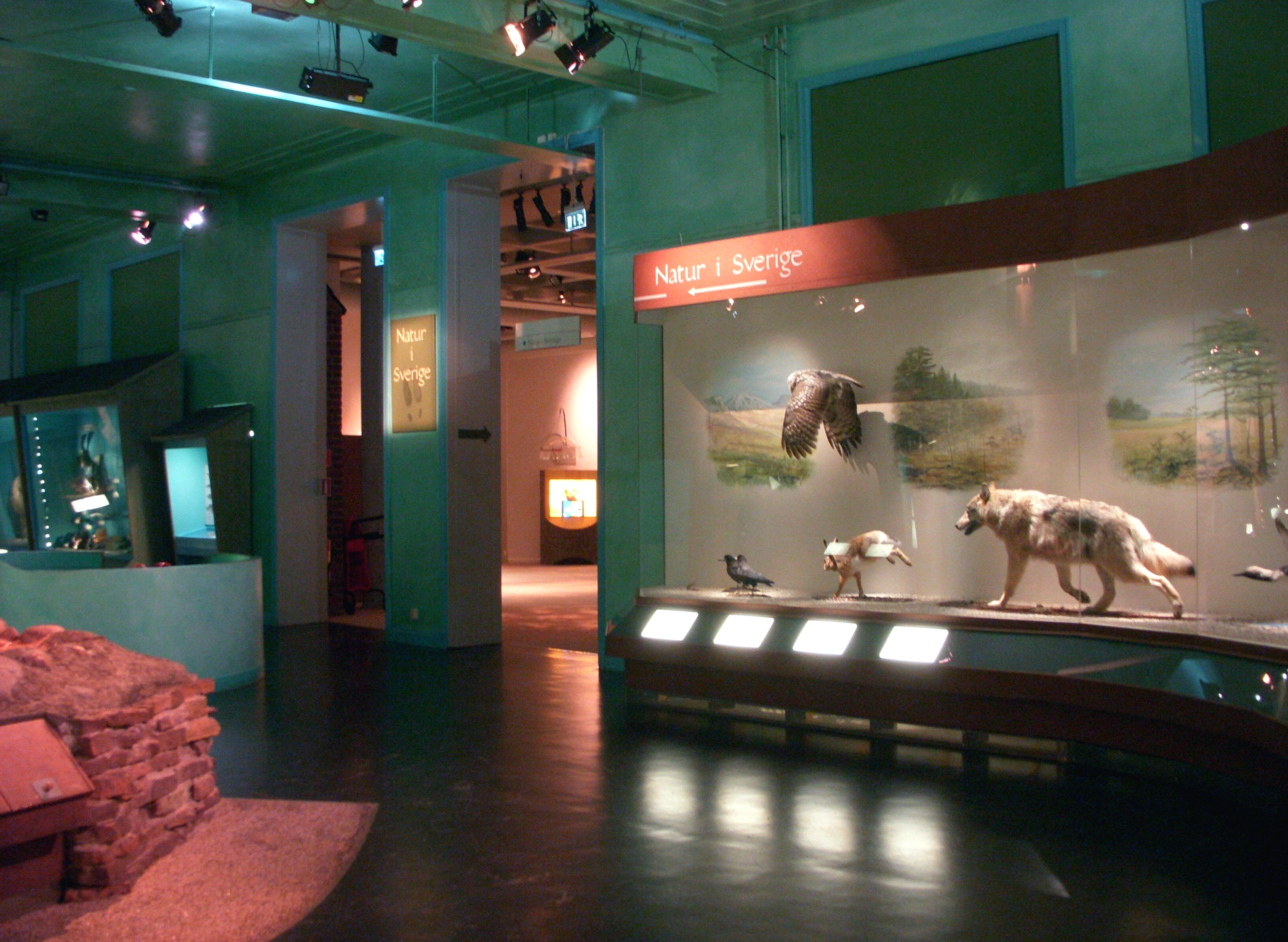
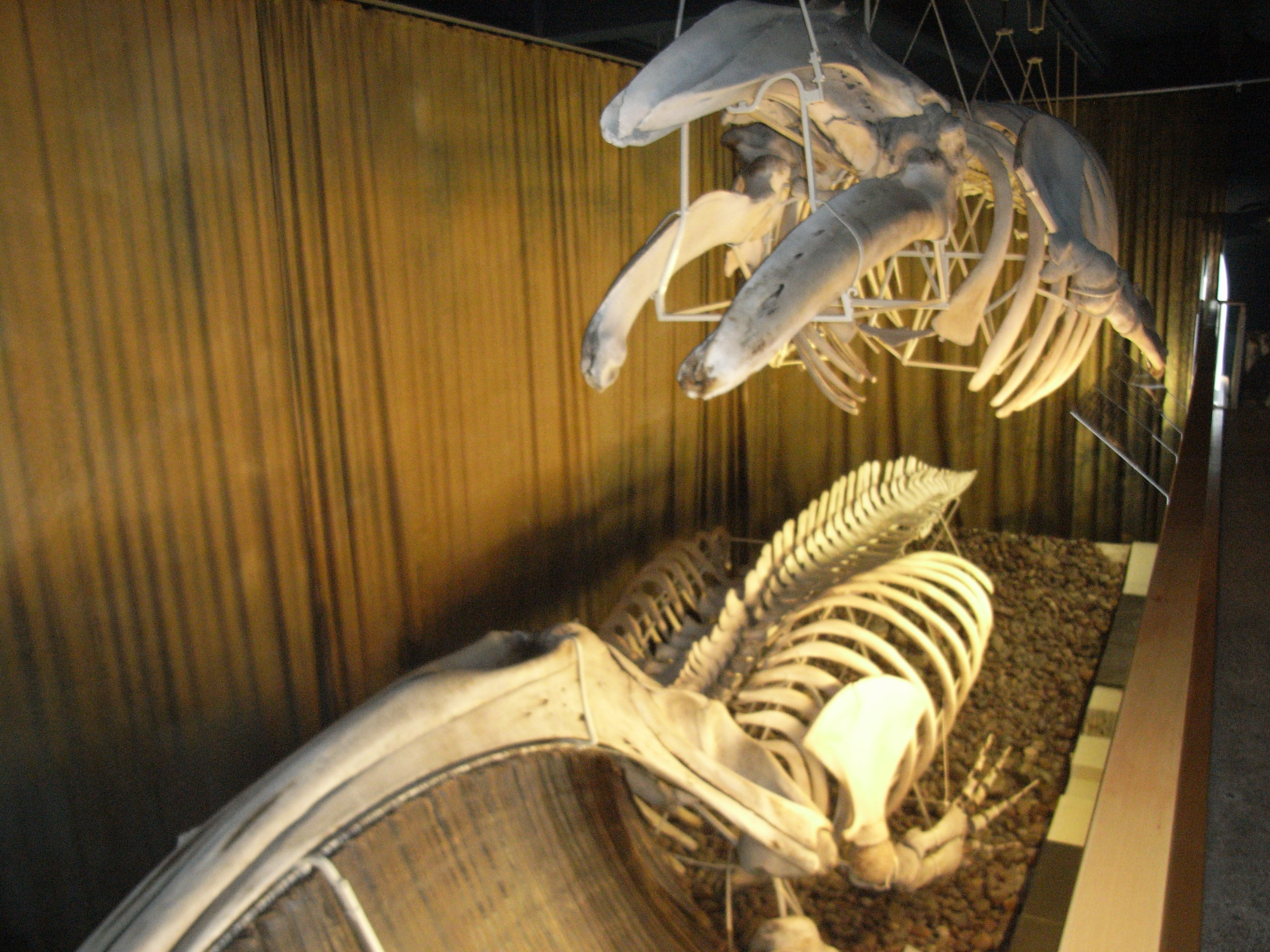

## Myndigheten
Naturhistoriska riksmuseet är en statlig förvaltningsmyndighet, som sorterar under Kulturdepartementet, med uppgift att främja intresset för samt kunskapen och forskningen om universums och jordens uppbyggnad och utveckling, växt- och djurvärlden samt människans biologi och naturmiljö.

## Verksamheter
Naturhistoriska riksmuseets samlingar innehåller över elva miljoner djur, växter, svampar, mineral och fossil från hela världen. Tillsammans med miljöprover, DNA, ringmärkningsdata och annat material är de oundgängliga för det vetenskapliga arbetet.
De forskare som arbetar vid museet kartlägger arternas släktskap och mångfald, undersöker berggrundens uppbyggnad eller visar hur vi människor påverkar naturen omkring oss. Tio professorer leder arbetet tillsammans med vetenskapliga och tekniska medarbetare. Över fyrahundra gästforskare kommer till museet varje år. Omkring fyrtio doktorander arbetar vid museet.
Vid avdelningen för forskning och samlingar drivs ett antal internationella projekt, som till exempel GBIF-Sweden, FishBase och Synthesys.

### Enheten för bioinformatik och genetik
Enheten använder informationsteknik och genetiska metoder för att bidra till kunskapen om livets mångfald, naturmiljön och planeten vi bor på.
Enheten bildades 2013 och samlar museets verksamhet inom informatik och genetik. Forskning och utveckling bedrivs inom dessa områden, samt ansvar för större nationella och internationella infrastrukturer. Enheten är uppdelad på tre grupper: bioinformatik, DNA-laboratoriet och forskning.

### Enheten för botanik
Enheten förvaltar Naturhistoriska riksmuseets samlingar av fröväxter, svampar, slemsvampar, lavar, alger, mossor och bakterier. Samlingarna är både kulturhistoriskt och vetenskapligt värdefulla och används kontinuerligt i enhetens egna forskningsprojekt, men också av andra forskare i Sverige och runt om i världen.

### Enheten för geovetenskap
Enheten bedriver forskning och undervisning inom mineralogi och isotopgeologi, ansvarar för skötseln av museets geologiska och mineralogiska samlingar, och för de forsknings-laboratorier som ingår i enheten.

### Enheten för miljöforskning och övervakning
Enheten arbetar med miljögifters effekter i miljön, fåglars flyttstrategier, förekomst av pollen, viltövervakning samt genetisk identifiering av biologiskt material.

### Enheten för paleobiologi
Enheten ansvarar för Naturhistoriska riksmuseets stora samlingar av fossila djur och växter. Forskningen utreder livets utveckling och organismers morfologi och släktskap.

### Enheten för zoologi
Vid enheten för zoologi ligger den vetenskapliga tyngdpunkten på att beskriva och förklara djurrikets utveckling och mångfald. De zoologiska samlingar som förvaltas av enheten utgör grunden för denna forskning och används såväl av enhetens forskare som internationellt.